# Jerzy Szczerbań

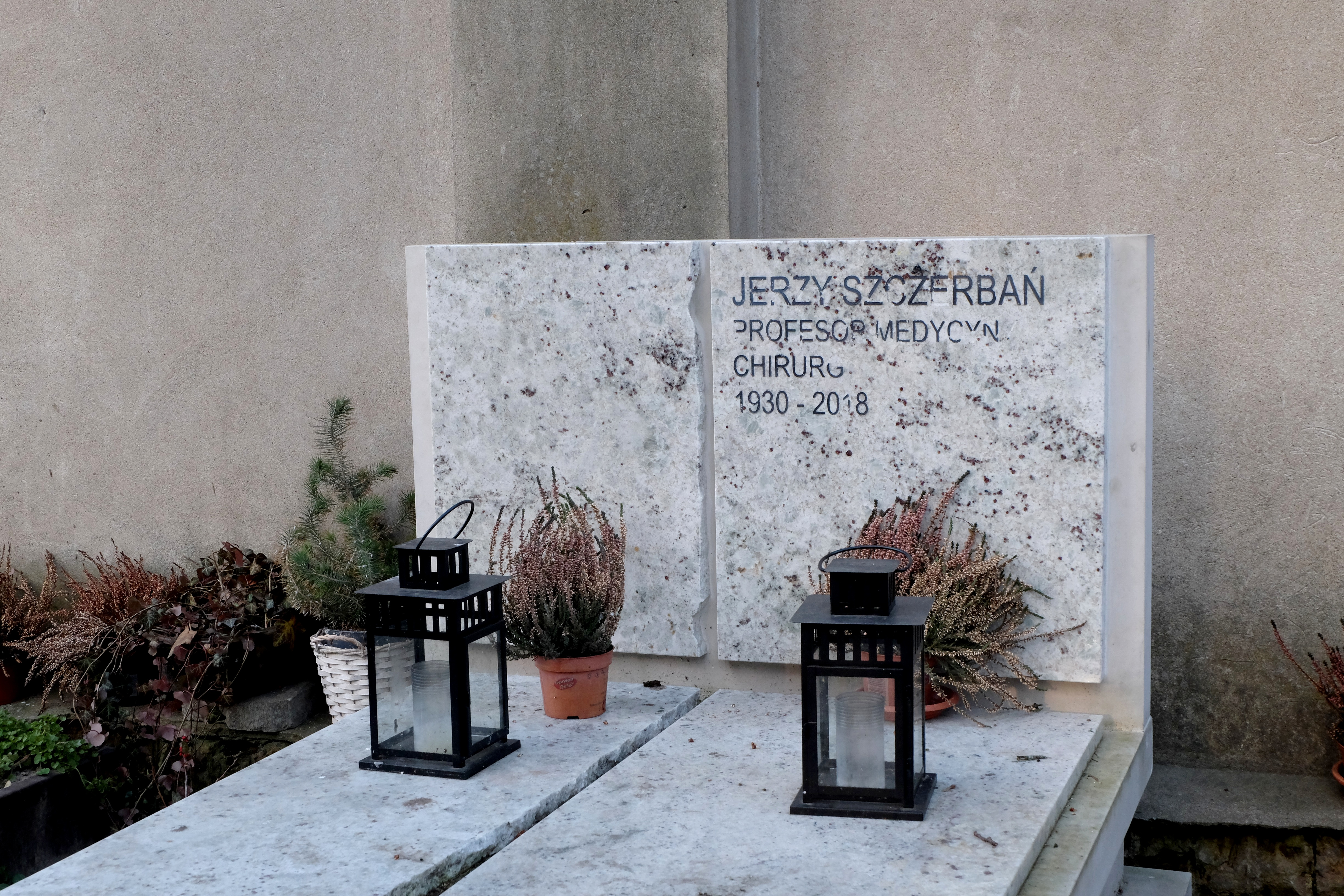
Grób Jerzego Szczerbania na cmentarzu ewangelicko-reformowanym przy ul. Żytniej w Warszawie

Jerzy Szczerbań (ur. 19 listopada 1930 w Kleszczelach, zm. 1 maja 2018 w Warszawie) – polski chirurg, specjalizujący się w chirurgii naczyniowej i ogólnej oraz hepatologii, profesor nauk medycznych, rektor Akademii Medycznej w Warszawie (1979–1981).

## Życiorys
Syn Aleksandra i Aleksandry. Od 1948 należał do PZPR. W 1954 ukończył studia na Akademii Medycznej w Warszawie. W 1966 na podstawie rozprawy zatytułowanej Doświadczalne badania szwu żylnego uzyskał stopień doktora nauk medycznych, habilitował się w 1973 w oparciu o rozprawę Chirurgia nadciśnienia wrotnego. W 1979 otrzymał tytuł profesora nauk medycznych. Od 1953 był zawodowo związany z Akademią Medyczną w Warszawie, przekształconą następnie w Warszawski Uniwersytet Medyczny. Zaczynał w I Klinice Chirurgicznej, w 1988 objął stanowisko profesora zwyczajnego. Był również zatrudniony w Zakładzie Chirurgii Doświadczalnej Polskiej Akademii Nauk. Odbywał zagraniczne staże i stypendia naukowe m.in. w Instytucie Karolinska oraz na Uniwersytecie Rzymskim – La Sapienza.
Specjalizacje zawodowo uzyskiwał w zakresie chirurgii ogólnej – I stopnia w 1957 i II stopnia w 1962. W 1978 zainicjował utworzenie pierwszej w Polsce i do 1989 kierował Kliniką Chirurgii Ogólnej i Chorób Wątroby. W 2002 zorganizował i następnie kierował Zakładem Zdrowia Publicznego na Wydziale Nauki o Zdrowiu. Od 1979 do 1981 zajmował stanowisko rektora stołecznej Akademii Medycznej. Pełnił funkcję przewodniczącego rady naukowo-programowej PWZL (1984–1989) i przewodniczącego rady naukowej przy ministrze zdrowia (2001–2005). Uzyskał honorowe członkostwo w Towarzystwie Chirurgów Polskich, kierował oddziałem warszawskim TChP.
Odznaczony m.in. Krzyżem Komandorskim Orderu Odrodzenia Polski (2002), Krzyżem Kawalerskim Orderu Odrodzenia Polski, Złotym i Srebrnym Krzyżem Zasługi, Medalem 30-lecia Polski Ludowej, Medalem „Za zasługi dla obronności kraju” oraz Odznaką 1000-lecia Państwa Polskiego.
Został pochowany na cmentarzu ewangelicko-reformowanym w Warszawie (kwatera 15/7/1).